# 이의준
이의준(李義俊, 1893년 ~ 1929년 1월 25일)은 대한민국의 독립운동가이다. 만주에서 참의부 소대장으로 항일 무장투쟁을 하였다. 조선 총독 사이토 마코토 암살 미수 등의 혐의로 체포되어 사형을 당하였다.

## 생애
1893년 평안도 위원군에서 태어났다. 1922년 8월 김창균(金昌均)과 같이 만주로 건너가서 참의부 제1중대 제1소대장에 임명되어 무장 항일 투쟁을 하였다. 항일 운동을 하기 위하여 사용한 다른 이름으로는 이병준(李秉俊), 한웅권(韓雄權), 한유권(韓有權)이 있다.
1923년 4월에는 우편으로 운반 중인 일본 돈 1,500원을 빼앗아 군자금에 충당하였으며, 동년 6월에는 평안북도 경찰부 수사대와 만나 총격전을 벌이고 도피하였다. 동년 8월 21일에는 강계경찰서 청풍(淸豊)주재소를 습격하여 일본 경찰을 사살하고 방화하기도 하였다.
1924년 5월 19일에는 이춘화(李春和)·김창균(金昌均)·현성희(玄成熙)·이명근(李明根)·김여하(金呂河)·전창식(全昌植)·장창헌(張昌憲) 등과 함께 국경순시차 경비선을 타고 압록강 중류 마시탄(馬嘶灘)을 통과하는 조선 총독 사이토 마코토(齋藤實)를 사살하고자 사격을 가하였으나 실패하였다. 동년 7월 15일에는 김창균과 같이 밀정 한일룡(韓一龍)을, 동년 7월 24일에는 밀정 장갈성(張渴成)을 각각 사살하였다. 1925년 6월 19일에는 다시 평안북도 강계에 진입하여 활동하다가 일본 경찰과 교전하였다.
1926년 말에 만주에서 중국 관헌에게 체포되어 일본 경찰에 넘겨 졌다. 1928년 11월 평양복심법원에서 사형이 확정되었다. 그는 “사바의 미련을 단념하고 교수대에 오를 날을 기다릴 뿐”이라며 의연한 태도를 보였다. 1929년 1월 25일 평양 형무소에서 사형이 집행되었다.

## 상훈과 추모
대한민국 정부는 독립운동가 이의준의 공훈을 기리기 위하여 1968년에 건국훈장 독립장을 추서하였다.